# Pasmo przenoszenia
Pasmo przenoszenia, przepustowość sieci, pasmo przepustowe (ang. bandwidth, passband) – zakres częstotliwości, w którym tłumienie sygnału jest nie większe niż 3 dB (spadek amplitudy o 3 dB w stosunku do amplitudy początkowej). W paśmie przenoszenia amplituda osiąga wartość nie mniejszą niż 70,7% swojej wartości maksymalnej. Zdolność przewodowego lub bezprzewodowego łącza komunikacyjnego do przesłania maksymalnej ilości danych z jednego punktu do drugiego za pośrednictwem sieci komputerowej lub połączenia internetowego w określonym czasie - zwykle w ciągu jednej sekundy. Przepustowość, będąca synonimem pojemności, określa  szybkość przesyłania danych. Przepustowość nie jest miarą szybkości sieci (powszechne nieporozumienie). Przedstawiona definicja odwzorowuje zachowanie układów realizowanych fizycznie, mających charakter filtru dolnoprzepustowego.
Pojęcia przepustowość i prędkość są często używane zamiennie, co nie jest  poprawne. Przyczyną nieporozumień może być po części ich wykorzystanie w reklamach dostawców usług internetowych (ISP), które odnoszą się do większych prędkości, podczas gdy w rzeczywistości oznaczają one przepustowość. Używając powszechnej metafory wody, prędkość odnosi się do szybkości przepływu wody przez rurę; przepustowość odnosi się do średnicy rury. Aby uniknąć nieporozumień, bardziej sensowne jest użycie terminów przepustowość i szybkość sieci, a nie prędkość pasma.
W każdym miejscu wdrożenia, takim jak dom lub firma, obowiązują ograniczenia przepustowości, dlatego wiele urządzeń w jednej lokalizacji musi współdzielić przepustowość. Chociaż prędkość i przepustowość nie są wymienne, większa przepustowość jest niezbędna, jeśli ma być utrzymana dopuszczalna prędkość na wielu urządzeniach. Podczas gdy przepustowość jest tradycyjnie wyrażana w bitach na sekundę (b/s), nowoczesne łącza sieciowe mają większą przepustowość, która jest zwykle mierzona w milionach bitów na sekundę (megabitów na sekundę lub  Mb/s) lub miliardach bitów na sekundę (gigabity na sekundę lub Gb/s). Połączenia o przepustowości mogą być  symetryczne, co oznacza, że pojemność danych jest taka sama w obu kierunkach podczas przesyłania lub pobierania danych lub  asymetryczna, co oznacza, że pojemność pobierania i wysyłania nie jest równa. W przypadku połączeń asymetrycznych pojemność wysyłania jest zwykle mniejsza niż pojemność pobierania. Postęp technologiczny sprawił, że niektóre obliczenia przepustowości stały się bardziej złożone i mogą zależeć od typu używanego łącza sieciowego. Na przykład światłowód wykorzystujący różne typy fal świetlnych i  multipleksowanie z podziałem czasu  może przesyłać jednocześnie więcej danych przez połączenie, co skutecznie zwiększa jego przepustowość. W sieciach bezprzewodowych przepustowość jest definiowana jako spektrum częstotliwości, które operatorzy licencjonują od Federalnej Komisji Łączności (FCC) i National Telecommunications and Information Administration (NTIA) do użytku w usługach mobilnych w USA. Efektywną przepustowość, która jest najwyższą niezawodną szybkością transmisji, jaką może zapewnić łącze, można zmierzyć za pomocą testu przepustowości,  w którym przepustowość łącza jest określana przez wielokrotne mierzenie czasu wymaganego, aby określony plik opuścił punkt początkowy i pomyślnie pobrał miejsce docelowe. Oprócz testowania organizacje muszą obliczyć przepustowość potrzebną do uruchomienia wszystkich aplikacji w swoich sieciach. Aby dowiedzieć się, jakiej przepustowości potrzebują, organizacje muszą obliczyć maksymalną liczbę użytkowników, którzy mogą jednocześnie korzystać z połączenia sieciowego, a następnie pomnożyć tę liczbę razy przepustowość wymaganą przez każdą aplikację. Aby obliczyć wymaganą przepustowość dla chmury, ważne jest, aby znać pojemność potrzebną do wysyłania i odbierania ruchu z chmur publicznych. Na przepustowość mogą wpływać wszelkie przeciążenia na połączeniach używanych do docierania do dostawców chmury publicznej, zwłaszcza jeśli dane są przesyłane przez Internet.
Maksymalna przepustowość połączenia sieciowego to tylko jeden z czynników wpływających na wydajność sieci. Utrata pakietów, opóźnienia i fluktuacje  mogą obniżyć przepustowość sieci   i sprawić, że łącze o dużej przepustowości będzie działać jak łącze o mniejszej dostępnej przepustowości. Ścieżka sieciowa typu end-to-end zwykle składa się z wielu łączy sieciowych, z których każde ma inną przepustowość. W rezultacie łącze o najniższej przepustowości jest często określane jako  wąskie gardło,  ponieważ połączenie o najniższej przepustowości może ograniczać całkowitą przepustowość danych wszystkich połączeń na ścieżce.
Maksymalna dostępna przepustowość dedykowanych łączy komunikacyjnych jest zwykle sprzedawana po ustalonej cenie co miesiąc. Jednak przepustowość na żądanie - nazywana również dynamiczną alokacją przepustowości lub zwiększaną przepustowością - jest opcją, która umożliwia abonentom zwiększenie ilości dostępnej przepustowości w określonych godzinach lub do określonych celów. Przepustowość na żądanie to technika, która może zapewnić dodatkową przepustowość łącza komunikacyjnego w celu uwzględnienia nagłych wzrostów ruchu danych, które tymczasowo wymagają większej przepustowości.
Przepustowość na żądanie jest dostępna u wielu dostawców usług, ponieważ łącza sieciowe, które zapewniają klientom, mają dostęp do dodatkowej przepustowości, ale klienci płacą tylko za przepustowość, której potrzebują. Na przykład łącze o szybkości 100 Mb/s może być w stanie osiągnąć gigabit, ponieważ połączenie usługodawcy ma dostępną przepustowość. Jeśli użytkownik potrzebowałby więcej niż bezwzględna maksymalna przepustowość dostępna na tym łączu, wymagane byłoby inne połączenie fizyczne.

Pasmo przenoszenia dla filtru pasmowego

Pasmem dla filtru pasmowego określa się różnicę między górną f2 a dolną f1 częstotliwością graniczną, jak na rysunku obok.